# Distrito electoral de South Branch (condado de Pierce, Nebraska)
South Branch (en inglés: South Branch Precinct) es un distrito electoral ubicado en el condado de Pierce en el estado estadounidense de Nebraska. En el Censo de 2010 tenía una población de 725 habitantes y una densidad poblacional de 7,79 personas por km².

## Geografía
South Branch se encuentra ubicado en las coordenadas 42°7′51″N 97°26′7″O / 42.13083, -97.43528. Según la Oficina del Censo de los Estados Unidos, South Branch tiene una superficie total de 93.06 km², de la cual 93.03 km² corresponden a tierra firme y (0.04%) 0.03 km² es agua.

## Demografía
Según el censo de 2010, había 725 personas residiendo en South Branch. La densidad de población era de 7,79 hab./km². De los 725 habitantes, South Branch estaba compuesto por el 98.62% blancos, el 0.28% eran afroamericanos, el 0% eran amerindios, el 0.14% eran asiáticos, el 0% eran isleños del Pacífico, el 0.28% eran de otras razas y el 0.69% pertenecían a dos o más razas. Del total de la población el 0.97% eran hispanos o latinos de cualquier raza.